# Prosper Garnot
Prosper Garnot (Brest, 18 gennaio 1794 – Parigi, 8 ottobre 1838) è stato un medico e naturalista francese.
Fu assistente-chirurgo a bordo della Coquille comandata da Louis-Isidore Duperrey durante il suo viaggio di circumnavigazione del 1822-25. Assieme a René-Primevère Lesson (1794-1849), raccolse un'immensa collezione di esemplari di storia naturale nell'America del Sud e nel Pacifico. Garnot soffriva però di gravi attacchi di dissenteria e ripartì verso la Francia con una parte delle collezioni a bordo della Castle Forbes. Queste ultime, tuttavia, andarono perdute quando la nave si incagliò e dovette essere abbandonata presso il Capo di Buona Speranza nel luglio del 1824. Con René Lesson, scrisse la parte zoologica del resoconto ufficiale effettuato al termine del viaggio, che venne pubblicato sotto il titolo di Voyage autour du monde exécuté par ordre du roi sur la corvette «La Coquille» (sei volumi, Parigi, 1828-32).